# Rodrigo Chaves
Rodrigo Chaves Robles (San José, 10 de junho de 1961) é um economista costarriquenho e atual presidente da Costa Rica desde 8 de maio de 2022. Serviu como ministro das finanças no governo anterior, do presidente Carlos Alvarado Quesada.
Em 3 de abril de 2022, venceu o ex-presidente de seu país, José María Figueres Olsen no segundo turno das eleições gerais, tornando-se o 49º Presidente da Costa Rica.

## Biografia

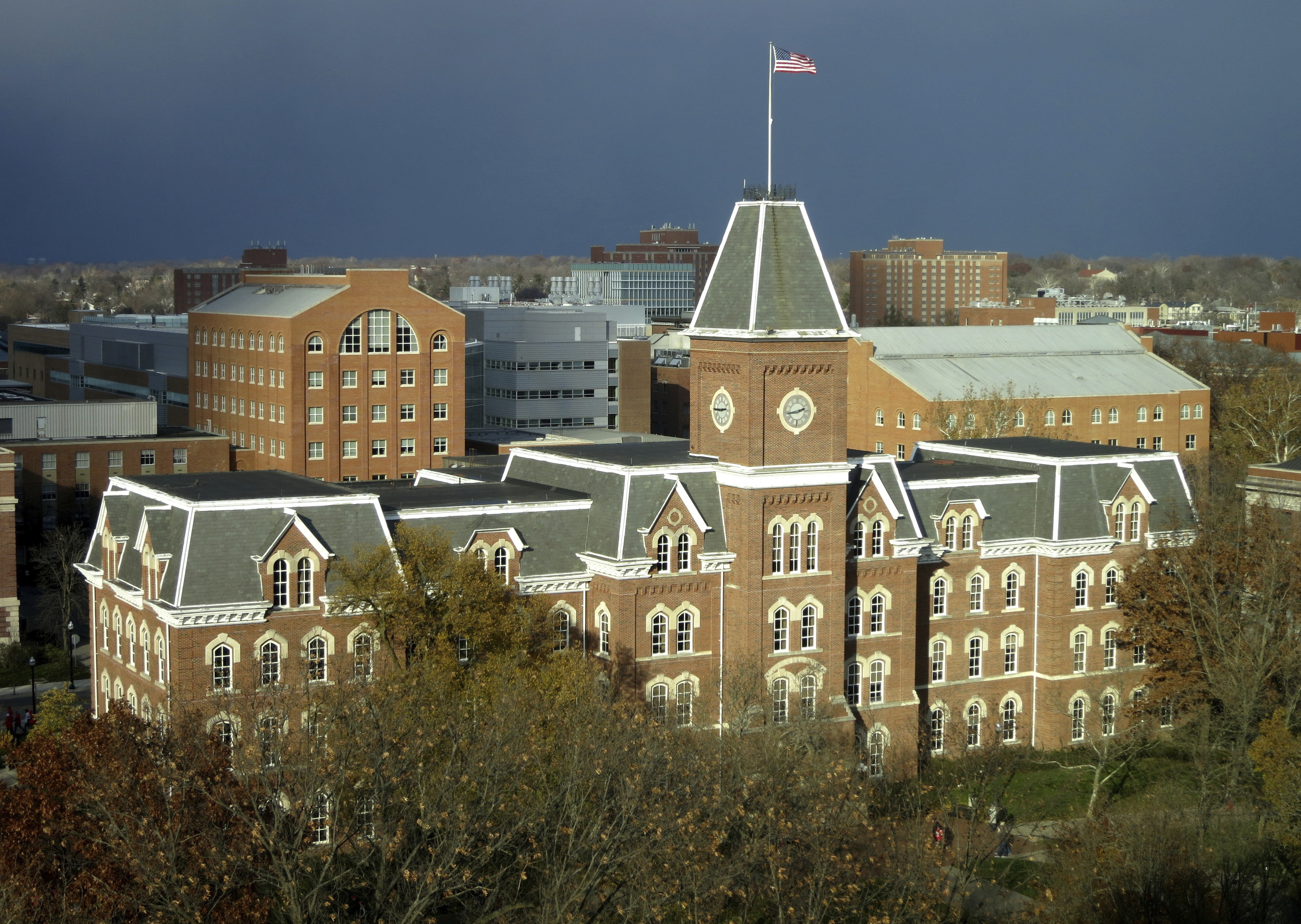
A Universidade Estadual de Ohio, em Columbus, onde Chaves concluiu os seus estudos.

Rodrigo Chaves nasceu no distrito metropolitano de Carmen, no cantão central de San José, em 10 de junho de 1961. Obteve o título de Ph.D. em Economia na Universidade Estadual de Ohio, nos Estados Unidos. Antes de sua nomeação como ministro das finanças da Costa Rica no governo de de seu antecessor, ele trabalhou como diretor nacional do Banco Mundial para a Indonésia e países da América, Europa e Ásia.

## Eleição
Em julho de 2021, Chaves anunciou sua candidatura à presidência da República pelo Partido Democrático do Progresso Social, de centro-direita, com foco principal no combate a corrupção, baixa no preço dos alimentos e outros produtos de necessidade básica da população, além de abaixar os níveis de pobreza que atingem 23% da população do país da América Central, bem como criar novas vagas de emprego.
Em 6 de fevereiro de 2022 ficou em segundo lugar no primeiro turno das eleições presidenciais com 14,98% dos votos. No segundo turno, em 3 de abril do mesmo ano, ultrapassou o centrista Figueres, se tornando o 49º Presidente da Costa Rica aos 60 anos de idade.